# Voix humaine (orgue)
Pour les articles homonymes, voir Voix humaine.
La voix humaine ou vox humana est un jeu d'orgue de la famille des jeux d'anche, spécifiquement à anche battante.

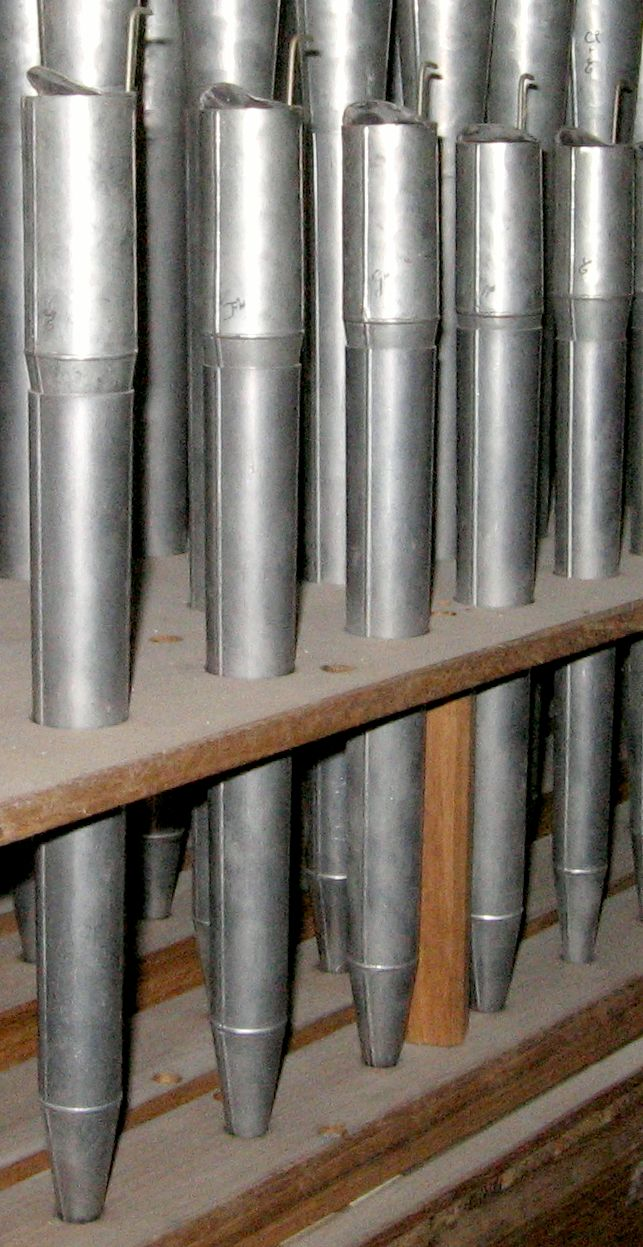
Quelques tuyaux de voix humaine, dans le style de Dom Bedos

Elle parle sur toute l'étendue du clavier. Malgré un corps cylindrique très court, elle sonne en 8 pieds, car les anches sont semblables à celles des trompettes. On couvre le sommet du corps par une calotte à moitié soudée au tuyau et dont on 
ouvre plus ou moins la partie non soudée, pour l'harmoniser. La taille de l'UT 1 ne dépasse pas celui d'un 4 pieds.
La voix humaine a une sonorité très caractéristique : son timbre est doux et corsé, généralement utilisé avec un tremblant.
À l'époque classique, on trouvait la voix humaine toujours au grand clavier. À l'époque romantique, les facteurs l'ont mise au récit avec par conséquent un rôle différent.
Employée jadis en jeu de solo comme le lui commandaient sa place et sa facture, elle se rapproche aujourd'hui de l'emploi des gambes et autres jeux en devenant plus symphonique. Elle s'accorde facilement d'un effet lointain que lui permet la boîte expressive.

Nota bene :
Dans l'orgue classique italien, la voce umana désigne un jeu ondulant un peu comparable à ce que sera plus tard la voix céleste.

Usage : 
- Dans l'Art du facteur d'orgues Dom Bedos de Celles édicte : pour toucher la voix humaine, on mettra au Grand orgue Bourdon 8, Flûte 4 (ou Prestant), Voix humaine et tremblant doux. Au Positif, on tirera les deux 8 pieds pour l'accompagnement.
- Dans le 2e Choral, César Franck demande expressément au Récit : Voix humaine et tremblant.
- La voix humaine c'est aussi le nom choisi par une tuyauterie d'orgues. Spécialiste de la fabrication des tuyaux d'orgues dit "à la française" l'entreprise est installée à Béthines (86) depuis 2000.